# Der Fünfminutenvater
Pour plus de détails, voir Fiche technique et Distribution.
Der Fünfminutenvater (en français, Le Père de cinq minutes) est un film autrichien réalisé par Johann Alexander Hübler-Kahla (de) sorti en 1951.
Karl Fischer est un acteur et dramaturge, auteur du scénario de l'adaptation de sa propre pièce.

## Synopsis
Dans un village alpin hivernal et enneigé. Une auberge est coupée du monde extérieur par une avalanche, la route d'accès n'est plus praticable. Cela conduit à toutes sortes d'enchevêtrements entre les personnes qui sont enfermées et "piégées" dans ce microcosme. Dans la taverne coincée et parmi les clients de il y a le chanteur d'opéra américain marié M. Peabody et son majordome, un écrivain policier alerte, un groupe et le fils illégitime de la propriétaire, qui fut traité comme un secret bien gardé jusqu'à présent. Dans ce chaos général, le jeune homme cherche son père, le "père de cinq minutes".

## Fiche technique
- Titre original : Der Fünfminutenvater
- Réalisation : Johann Alexander Hübler-Kahla (de)
- Scénario : Karl Fischer
- Musique : Frank Filip (de)
- Direction artistique : Otto Pischinger
- Photographie : Hans Heinz Theyer
- Production : Josef Plesner
- Société de production : Josef Plesner-Filmproduktion
- Société de distribution : Schongerfilm GmbH
- Pays d'origine :  Allemagne
- Langue : allemand
- Format : Noir et blanc - 1,37:1 - Mono - 35 mm
- Genre : Comédie
- Durée : 86 minutes
- Dates de sortie :
  - Autriche : 18 mai 1951.
  - Allemagne : 3 août 1951.

## Distribution
- Karl Fischer : Simmerl, l'ouvrier agricole
- Fritz Eckhardt : l'aubergiste
- Dagny Servaes : Emerenzia
- Harry Fuss (de) : Toni Firbas
- Martin King : Fritz, le garde-forestier
- Emmerich Schrenk : le barmann
- Hilde Sochor (de) : Vroni
- Hans Olden (de) : Dr. Krautbichler
- Hermann Thimig : Mr. Peabody
- Richard Eybner : James, le majordome
- Joseph Egger : le gendarme
- Oskar Hugelmann (de) : le bourgmestre
- Evelyn Künneke : Mabel, la chanteuse

## Production
Der Fünfminutenvater est produit début 1951 par une petite société cinématographique de Kufstein dans le studio de cinéma de Vienne-Schönbrunn et avec des prises de vue en extérieur à Galtür-Patznauntal.